# Svete stopnice
Svete stopnice (italijansko Scala Santa) je niz 28 stopnic iz belega marmorja, ki so rimokatoliške relikvije v zgradbi v Rimu v Italiji v bližini nadbazilike sv. Janeza v Lateranu. Uradno je stavba imenovana Papeško svetišče svetih stopnic (Pontificio Santuario della Scala Santa) in vključuje del stare papeške lateranske palače ter ima status eksteritorialnega območja Svetega sedeža.
Replike stopnic obdajajo originalno stopnišče, po katerem se lahko povzpne le na kolenih. Svete stopnice vodijo do cerkve svetega Lovrenca v Palatio ad Sancta Sanctorum (Chiesa di San Lorenzo in Palatio ad Sancta Sanctorum) ali preprosto do "Sancta Sanctorum" ('Sveto najsvetejše'), ki je bila osebna kapela zgodnjih papežev.
Po rimskokatoliški tradiciji so Svete stopnice stopnice, ki vodijo do pretorija Poncija Pilata v Jeruzalemu, pred katerega je Jezus Kristus stopil na poti preizkušnje med svojim pasijonom. Stopnice je v Rim prinesla sveta Helena v 4. stoletju. Scala Sancta že stoletja privlači krščanske romarje, ki želijo počastiti muke Jezusa Kristusa. Svete stopnice so bile od začetka 1700-ih zaradi zaščite zaprte v les, vendar so bile v letu 2019 na kratko izpostavljene po obnovitvenih delih.

## Zgodovina
Po rimskokatoliški tradiciji so Svete stopnice stopnice, ki vodijo do pretorija Poncija Pilata v Jeruzalemu, pred katerega je Jezus Kristus stopil na poti preizkušnje med svojim pasijonom.
Srednjeveške legende trdijo, da je sveta Helena, mati cesarja Konstantina Velikega, pripeljala Svete stopnice iz Jeruzalema v Rim okoli leta 326. V srednjem veku so bile znane kot Scala Pilati ('Pilatove stopnice'). Iz starih načrtov je razvidno, da so vodile do hodnika Lateranske palače, blizu kapele svetega Silvestra in bile pokrite s posebno streho. Leta 1589 je papež Sikst V. papeško lateransko palačo porušil, da bi lahko gradil novo. Naročil je, da se na sedanji lokaciji rekonstruirajo Svete stopnice pred Sancta Sanctorum ('Sveto najsvetejše'), imenovano po številnih tamkajšnjih dragocenih relikvijah. V kapeli je tudi ikona Kristusa Pantokratorja, znana kot Uronica, ki naj bi jo začel sveti Luka, končal pa angel. To slavno ikono Santissimi Salvatore Acheiropoieton ('ni narejeno s človeškimi rokami') so ob določenih priložnostih v procesiji nosili skozi Rim.
Po svetih stopnicah se lahko vzpenja le na kolenih. Za skupno uporabo je stopnišče opremljeno s štirimi dodatnimi stopnišči, po dve na vsaki strani, zgrajenimi okoli 1589. Leta 1724 je papež Benedikt XIII. marmornate stopnice pokril z lesom, da bi jih zaščitil, saj so številni romarji sčasoma precej izrabili marmor. Stopnice so ostale pokrite do leta 2019, ko je bila po obnovitvenih delih odstranjena zaščitna lesena prevleka in izpostavljen marmor. Ko so se 11. aprila 2019  stopnice znova odprle, je bilo romarjem omogočeno, da se prvič po skoraj 300 letih povzpnejo po izpostavljenih marmornih stopnicah na kolenih. Stopnice so med aprilom 2019 in julijem 2019 ostale izpostavljene in odprte za javnost, nato pa so bile spet prekrite z lesom.

## Okrasitev
Svete stopnice je dal poslikati papež Sikst V.. Veliko obnovo sta vodila Cesare Nebbia in Giovanni Guerra s posadko umetnikov, ki so se razumeli na freske, med katerimi so bili:  Giovanni Baglione, Giacomo Stella, Giovanni Battista Pozzo, Paris Nogari, Prospero Orsi, Ferraù Fenzoni, Paul Bril, Paulo Guidotti, Giovanni Battista Ricci, Cesare Torelli, Antonio Vivarini, Andrea Lilio, Cesare in Vincenzo Conti, Baldassare Croce, Ventura Salimbeni in Antonio Scalvati. Obstajajo številne predhodne Nebbijeve  risbe za te freske, vendar ni gotovo, kdo je poslikal katero fresko.
Večja obnova je bila dokončana leta 2007; večičnoma jo je podprla ustanova Getty. V začetku 2018 so ponovno začeli obnovljanje fresk, zaradi česar so bile Svete stopnice zaprte več kot leto dni.

## Scala Sancta v katoliški cerkvi
Plazenje po Svetih stopnicah na kolenih je pobožnost, ki je v prid romarjem in vernikom. Pobožnost je opravilo več papežev in Rimskokatoliška cerkev jim je podelila odpustke. Papež Pij VII. je 2. septembra 1817 vsem, ki so se na predpisani način povzpeli po stopnicah, na vsaki stopnici podelil devetletni odpustek. Papež Pij X. je 26. februarja 1908 odobril neomejeno odpuščanje tako pogosto, ko se po spovedi in svetem obhajilu pobožno dvigajo po stopnicah. Apostolska kaznilnica je 11. avgusta 2015 podelila neomejeno odpuščanje vsem, ki so 'navdihnjeni z ljubeznijo' med meditacijo o Kristusovem pasijonu splezali po stopnicah in tudi šli k spovedi, prejeli sveto obhajilo in recitirali nekatere druge katoliške molitve, vključno molitev za papeževe namere. Tisti, ki so bili fizično ovirani pri vzpenjanju po stopnicah, so si lahko privoščili odpuščanje z meditacijo o Kristusovem pasijonu med stopnicami in izpolnjevanjem drugih pogojev.
Kardinal Francesco Marchetti Selvaggiani, vikar v Rimu, je v okviru slovesnosti ob odprtju svetega leta vodil množico pri plazenju po stopnicah na kolenih.
Med aprilom 2019 in julijem 2019 je bilo romarjem dovoljeno, da so se prvič po skoraj 300 letih vzpeli po stopnicah, klečeče na prvotne nepokrite marmornate stopnice. Število obiskovalcev se je v tem času povečalo za trikrat od običajnih in na vhodu so se oblikovale dolge vrste.

## Stališča obiskovalcev
Martin Luther se je po stopnicah na kolenih povzpel leta 1510. Ko je to storil, je na vsaki stopnici ponavljal Oče naš. Verjel je, da bi s tem delom »lahko rešil dušo oiz vic«. Toda ko je Luter prispel na vrh, ni mogel zatreti dvoma: »Kdo ve, ali je to res?«
Charles Dickens je po obisku Svetih stopnic leta 1845 zapisal: »Nikoli v življenju nisem videl ničesar naenkrat tako smešnega in tako neprijetnega, kot je ta prizor«. Prizor romarjev, ki se vzpenjajo po stopnicah na kolenih, je opisal kot »nevarno zanašanje na zunanje opazovanje«.

## Kopije Scala Sancta
Imitacije Svetih stopnic so bile postavljene na več lokacijah in na njih so se pogosto pripenjala odpuščanja:
- Vojvodska palača, Mantova, Italija: 1614–5 Ferdinando Gonzaga, nato kardinal, kasneje vojvoda Mantove.
- Sacro Monte di Varallo, Piemont, Italija
- Cerkev svetega Pavla, Campli, Italija (42 ° 43′28,5 ″ S 13 ° 41′5,7 ″ E42,724583 ° S 13,684917 ° E): Papež Klemen XIV. je leta 1772 priznal Campli z lastništvom Svetih stopnic.[12]
- San Girolamo, Reggio Emilia
- Veroli, Italija
- Bazilika sv. Ane d'Auray, Francija (47 ° 42′17,47 ″ S 2 ° 57′9,27 ″ W47.7048528 ° S 2,95 25750 ° Z)
- Kalvarienbergkirche, Bad Tölz, Nemčija (47 ° 45′49 ″ S 11 ° 33′21 ″ E47.76361 ° S 11.55583 ° E)
- Kreuzbergkirche, Bonn, Nemčija (50 ° 42′51 ″ S 7 ° 4′48 ″ E50.71417 ° S 7.08000 ° E): Clemen Avgust  Bavarski je naročil naknadno opremljanje te cerkve s "Svetimi stopnicami", po načrtih baročnega arhitekta Balthasarja Neumanna.[13] Zgrajene so bile med letoma 1745 in 1751.
- Františkánski kostol Nepoškvrneného Počatia Panny Márie, Malacky, Slovaška
- Cerkev Matere Božje in svetega Karla Velikega v Karlovu, Praga, Češka (1708-11)
- Kapela Loretto v Brnu na Moravskem na Češkem
- Kapela svetih stopnic v samostanu na Gori Matere Božje v Dolnem Hedeču, Králíky, Vzhodna Češka, Češka
- Romarska kapela svetih stopnic v Rumburku na Češkem (1767–70)
- Bazilika Sainte-Anne-de-Beaupré zunaj mesta Quebec, Kanada
- Sanctuaire du Sacré-Coeur et de Saint-Padre-Pio v Montrealu v Kanadi
- Sveti Patrik - Sveti Stanislaus Kostka v Pittsburghu v Pensilvaniji, Združene države Amerike
- Nacionalno svetišče Križa v gozdu v Indian River (neuradni kraj), okrožje Cheboygan, Michigan, ZDA
- Kapela svete družine sester svetega Jožefa v Nazaretu (neuradno mesto), okrožje Kalamazoo, Michigan, ZDA